# 马马耶夫山岗

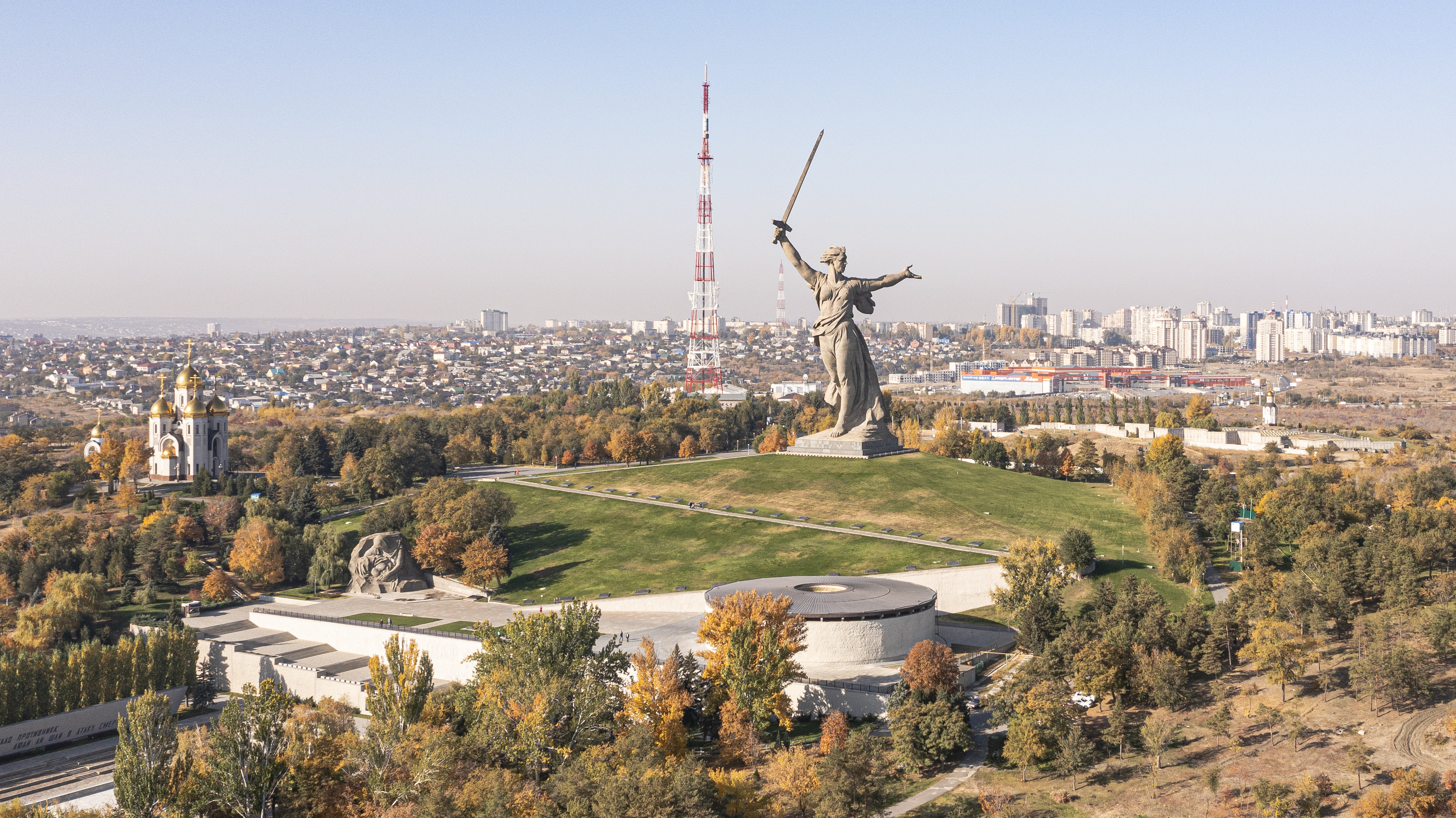
马马耶夫山岗和“祖國母親在召喚”雕塑

48°44′33″N 44°32′13″E / 48.74250°N 44.53694°E
马马耶夫山岗（俄语：Мамаев курган）位于俄罗斯伏尔加格勒市中心。山上有一座巨大的“祖國母親在召喚”雕塑，高85米，是俄罗斯的标志之一。1942年至1943年间，在这里曾发生了著名的斯大林格勒战役。该地名称来自金帐汗国人物马麦。

## 歷史

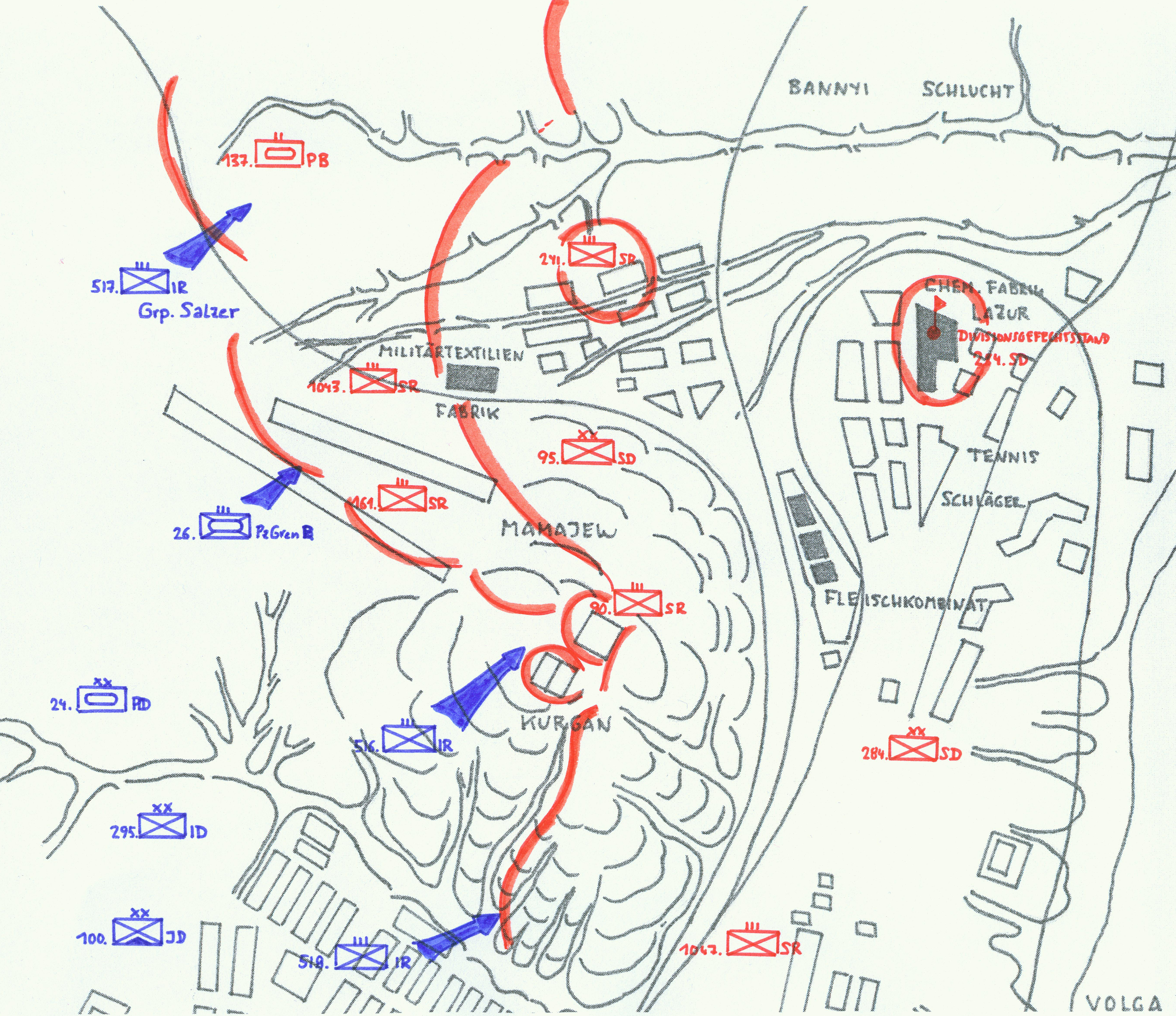
爭奪马马耶夫山岗的戰鬥

1942年9月13日，苏联內務人民委員部營預計德國第295步兵師將對該地區的戰壕和鐵絲網進行攻擊。随后丘伊科夫斯位於馬馬耶夫山的第62集團軍司令部遭到猛烈炮火襲擊，不得向后不轉移。1942年9月15日，柏林廣播電台報導了对這座山的佔領，隨後紅軍在馬馬耶夫山和中央車站進行了反擊，並奪回部分區域。9月19日，蘇軍防禦部隊得到了第112步兵師的增援。
1942年9月22日，德軍不得不用火焰噴射器重複前進，並向蘇聯第95和第112步兵團的戰壕和土掩體集中衝鋒，因為保盧斯認為這是即將對工業區發動進攻的不妥協先決條件。為此，德國空軍第24聯隊被動員起來提供支援。儘管在晴朗的天氣中進行了集中空襲，但紅軍的戰壕無法被摧毀，而紅軍又以迫擊炮、大炮和火箭發射器的火力作為回應。經過激烈的交火，第295步兵師的第516步兵連和第517步兵連的師慢慢地向南部山坡推進。只有新抵達的第1047、1045和284步槍團阻止了蘇軍的反攻。第516步兵連無法攻破山頂上蘇軍的防禦陣地，而第26裝甲擲彈兵團也在西坡阻滯不前。
1942年9月26日，國防軍第100獵兵師解救了遭受重創的第295步兵師，並加強了防禦力量。
9月27日，馬馬耶夫山的一半再次落入德軍手中，只有東坡由第蘇聯284步兵師頑強防守，戰鬥陷入僵局。
1942年9月27日戰鬥結束后，山上血淋淋的地面上到處都是砲彈坑和彈片：每平方米發現500到1250個金屬碎片。冬天，地面仍然是黑色的，雪在大火和爆炸中融化了。春天，山上一片漆黑，寸草不生。由於數月的猛烈炮擊和空中轟炸，以前陡峭的斜坡也被夷平。
隨著國防軍第6軍團於1943年2月2日在史達林格勒投降，马马耶夫山岗的戰鬥也隨之結束。據信蘇德雙方有30,000名士兵死於馬馬耶夫，德軍第295步兵師被成建制殲滅。

## 雕塑

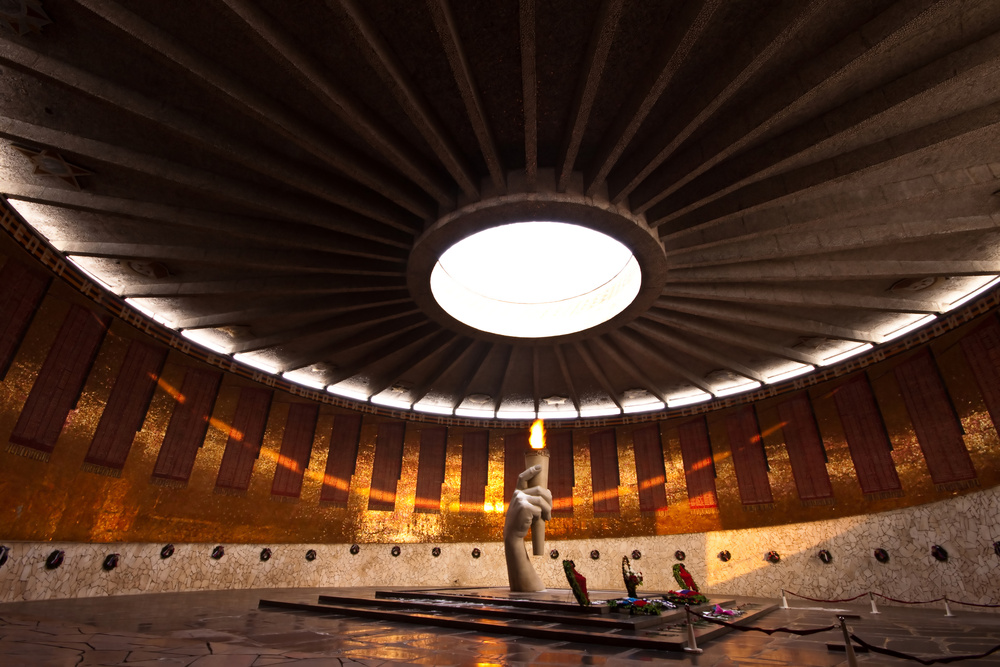
烈士紀念堂

山上有一座巨大的“祖國母親在召喚”雕塑，高85米，紀念碑的建設工作始於1959年，經過8年的建設，於1967年10月15日落成典禮，是蘇聯祖國和紅軍勝利的化身。該雕像是世界上最高的雕像之一。

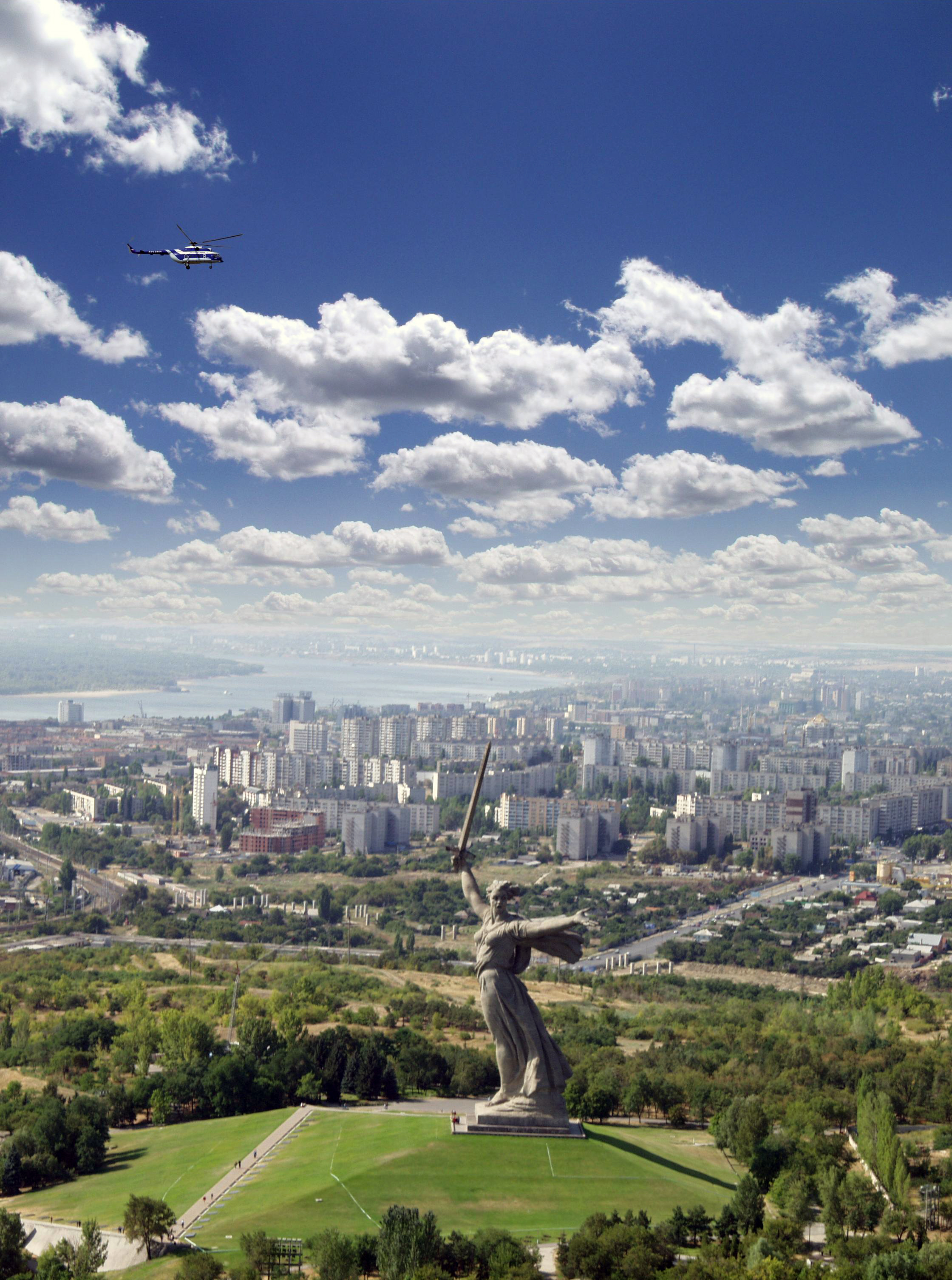
马马耶夫山岗和祖國母親在召喚雕像

它是俄羅斯參觀人數最多的紀念館，它全年開放，免費入場。輕軌的馬馬耶夫站位於公園區域的正下方。
這座名為“祖國母親在召喚”（俄語：Родина-мать зовёт!，Rodina-mat sowjot!）的雕像在數英里外都可以看到。有一個巨大的女性身影，穿著揮舞的長袍，伸出一把劍。雕像面向流經的伏爾加河，人物的軀幹向左（北）半轉，她張開的嘴巴呼喚這片土地的子女們為她流血奮鬥。

## 外部連結
- Mamayev Hill museum in Volgograd （页面存档备份，存于）, official homepage (in Russian, English, German).
- Gigapixel panoramas, created on 9 May 2005 for Google Earth, 60 years after the end of the war in Russia （页面存档备份，存于）
- Iconicarchive photo gallery （页面存档备份，存于）
- Satellite photo at Google Maps